# Stadtschreiber von Halle (Saale)
Der Stadtschreiber von Halle (Saale) bezeichnet ein Literaturstipendium der Stadtgemeinde Halle (Saale) in Sachsen-Anhalt.

## Preisträger
- 1991 Dieter Mucke
- 1993/1994 Wilhelm Bartsch
- 1994/1995 Christoph Kuhn
- 1996/1997 Winfried Völlger
- 1997/1998 Kurt Wünsch
- 1998/1999 André Schinkel
- 2000/2001 Christina Seidel
- 2002/2003 Doris Claudia Mandel
- 2003/2004 Rolf Krohn
- 2005/2006 Simone Trieder
- 2006/2007 Paul D. Bartsch
- 2008/2009 Ronald Gruner
- 2010/2011 Christine Hoba
- 2014 Juliane Blech
- 2015 Thomas Rackwitz
- 2017 Anna Kuschnarowa
- 2018 Marko Dinić
- 2019 Christian Kreis
- 2021 Massum Faryar
- 2022 Barbara Thériault[1]
- 2023 Matthias Jügler
- 2024 Carl-Christian Elze